# John Masters
John Masters (26. oktober 1914 i Kolkata (tidligere Calcutta), Indien – 7. maj 1983) var en engelsk forfatter. Han blev opdraget i England, og vendte i 1934 tilbage til Indien, hvor han blev optaget i Prince of Wales' Own Gurka Rifels. Han gjorde tjeneste ved den farlige nordvestgrænse, hvor stridigheder og stammekrige hørte til dagens orden. Under Den anden verdenskrig kæmpede han i det nære østen og ledsagede general Wingate på hans berømmelige Burma-felttog. I 1948 tog han sin afsked som oberstløjtnant og slog sig ned i USA. Her begyndte han en karriere som forfatter. Hans store romaner om familien Savage og deres eventyr i Indien gennem tiderne er bøger, der har opnået udmærkelser og blev internationale bestsellere.

## Udgivelser
- Nat over Bengalen (Nightrunners of Bengal) (1951)
- The Deceivers (1952)
- The Lotus and the Wind (1953)
- Bhowani Expressen (Bhowani Junction) (1954)
- Coromandel! (1955)
- Indisk fanfare (Bugles and a Tiger )(1956)
- Far, Far the Mountain Peak (1957)
- Fandango Rock (1959)
- The Venus of Konpara (1960)
- The Road Past Mandalay (1961)
- To the Coral Strand (1962)
- Trial at Monomoy (1964)
- Fourteen Eighteen (1965)
- The Breaking Strain (1967)
- Casanova (1969)
- The Rock (1970)
- Pilgrim Son: A Personal Odyssey (1971)
- The Ravi Lancers (1972)
- Thunder at Sunset (1974)
- The Field Marshal's Memoirs (1975)
- The Himalayan Concerto (1976)
- Now, God Be Thanked (1979)
- Heart of War (1980)
- By the Green of the Spring (1981)
- Man of War (Titel i USA High Command) (1983)